# Дипалладийпенталютеций
Дипалладийпенталютеций — бинарное неорганическое соединение, интерметаллид
палладия и лютеция
с формулой Lu5Pd2,
кристаллы.

## Получение
- Сплавление стехиометрических количеств чистых веществ:

{\displaystyle {\mathsf {2Pd+5Lu\ {\xrightarrow {T}}\ Lu_{5}Pd_{2}}}}

## Физические свойства
Дипалладийпенталютеций образует кристаллы
кубической сингонии,
пространственная группа F m3m,
параметры ячейки a = 1,3241 нм, Z = 16,
структура типа дипалладийпентадиспрозий Dy5Pd2
.